# Louis-Auguste Curtat
Pour les articles homonymes, voir Curtat.
Louis-Auguste Curtat, né le 26 janvier 1759 à Lausanne et mort le 29 février 1832 dans la même ville, est un pasteur suisse, professeur de théologie à l'Académie de Lausanne.

## Biographie

### Enfance et études de théologie
Son père, Samuel-Henri-Marc Curtat, originaire de Lutry, était responsable des travaux d'urbanisme de Lausanne. Sa mère Marguerite Gautier est issue d'une famille de réfugiés français de Nîmes installée à Vevey. Le couple aura quatre enfants, dont Louis-Auguste.
Après ses premières classes à Lausanne (les Curtat habitent alors dans le quartier de Cité-Devant), Louis-Auguste Curtat est placé à treize ans en pension chez le pasteur Bridel à la cure de Crassier. Il entreprend ensuite des études de théologie à Lausanne, qu'il interrompt en juillet 1779 pour partir comme précepteur à Bordeaux.

### Suffragant à Berne, puis troisième pasteur à Lausanne
Il reprend ses études en 1784 et est consacré en 1786. Il part à l'église française de Berne comme suffragant du pasteur Réal. Il est nommé pasteur en 1788.
Il épouse Marie-Marguerite Carret, avec qui il aura six enfants : trois garçons (Antoine, futur pasteur, Jean-Henri, futur négociant en France, et Louis-François-Antoine, né en 1801) et trois filles. Deux d'entre elles mourront dans l'enfance.
Il exerce son ministère à Berne pendant une quinzaine d'années. En 1793, alors que le canton de Vaud commence à vouloir se libérer de l'autorité bernoise, Curtat, issu d'une famille restant fidèle à Leurs Excellences bernoises, est chargé d'écrire une apologie des autorités bernoises. Il intitulera cet opuscule Du Gouvernement de Berne.
En 1800, deux ans après que le Canton de Vaud s'est libéré des Bernois, Curtat est appelé comme troisième pasteur à Lausanne. La famille s'installe à Cité-Dessous, dans un appartement réservé au pasteur.
Homme de confiance des autorités, il est membre de la « Commission des établissements de détention et de secours humains », chargée d'étudier le problème des établissements hospitaliers et pénitentiaires. Il prépare l'achat du Champ de l'Air et de l'hôpital de la Mercerie.

### Second pasteur à Lausanne et professeur de théologie
Désigné second pasteur et professeur de théologie à l'Académie en 1807, il déménage à la cure de Cité-Derrière. Curtat est un prédicateur intransigeant, qui met en garde ses étudiants contre de nouvelles théologies et combat l'indifférence et le formalisme religieux. Fidèle aux « ordonnances ecclésiastiques », peu enclin aux innovations, le doyen Curtat est un homme de réflexion. Il apprécie la prière et la solitude. Il compose vers 1810 (avant d'être doyen), le poème Le Canton de Vaud, qu'il récite au Château Saint-Maire le 16 juin 1814 lors d'un banquet offert par le gouvernement en l'honneur du comte Jean Capo d'Istria, ambassadeur non officiel de l'Empire russe dans la Confédération suisse, de passage à Lausanne.
Partisan vers 1820 du Réveil, il en deviendra un adversaire farouche. Il croit en une Église dépendante de l'État, gardant le monopole de l'éducation religieuse de la population et à laquelle on doit respect et obéissance. Il prend position contre les assemblées d'édification qui se tiennent en dehors de l'Église officielle, et par lesquelles les pasteurs veulent intéresser les fidèles aux missions. S'inspirant de ses thèses, le canton adopte un arrêté (en janvier 1824) puis une loi (en mai de la même année) interdissant tout acte de culte en dehors des temples. Cette loi ecclésiastique est critiquée par Alexandre Vinet dans son Mémoire en Faveur de la Liberté des Cultes.

### Entrée au Grand Conseil
Élu membre du Grand Conseil vaudois le 6 mai 1829, il demande que la liberté de culte n'entre pas dans la Constitution et son idée l'emporte : la Constitution de mai 1831 ne reconnaît que l'Église nationale réformée et, dans les paroisses du district d'Échallens, l'Église catholique. Pour la première fois, on fait mention d'une Église nationale.

### Fin de vie
Quelques mois plus tard, le doyen Louis-Auguste Curtat, atteint de rhumatismes, meurt le 29 février 1832 à la cure de Cité-Derrière. Son enseignement et ses prises de position auront un effet majeur sur la scission spirituelle qui interviendra dans le canton en 1845.

## Toponymie
Sur décision municipale de 1895, à la demande des habitants du quartier, il existe à Lausanne une rue Louis-Auguste-Curtat, entre le pont Charles-Bessières et la rue Saint-Martin.

## Sources
- Louis Polla, Rues de Lausanne, Lausanne, éditions 24 heures, 1981, 76-78 p. (ISBN 2826500503)
- Gilbert Marion, « Curtat, Louis Auguste » dans le Dictionnaire historique de la Suisse en ligne, version du 17 mars 2004.